# Aguilar d'Alfambra
Aguilar d'Alfambra és un municipi de la província de Terol, situat a la comarca de la Comunitat de Terol, Aragó.

## Història
Apareix amb el nom d'Aguilar en un text de 1212.

## Demografia
Té 75 habitants, 41 homes i 34 dones, segons el cens de l'INE de 2006.

## Clima
Temperatura mitjana anual de 8,2 °C i 530 mm de precipitació anual.

## Festes locals
- 19 i 20 d'octubre.